# Gonzago von Szeliga-Mierzeyewski
Gonzago Georg Alexander von Szeliga-Mierzeyewski (ur. 9 lipca/21 lipca 1884 w Kuressaare, zm. 22 marca 1966 w Haapsalu) – estoński lekarz ginekolog polskiego pochodzenia.
Syn lekarza Wladislawa i Augusty Janiny Petit de Sancerre. Studiował medycynę na Uniwersytecie Warszawskim i na Uniwersytecie Moskiewskim. Po śmierci ojca kierował lecznicą  "Roomassaare" w Kuressaare na wyspie Sarema. Upamiętnia go postawiony w miejscu dawnego zakładu leczniczego kamień z pamiątkową tablicą.